# Jousset
Жусе (фр. Louis Jousset) је била француска компанија за производњу аутомобила.

## Историја компаније
Луи Жусе је оновао фабрику аутомобила са седиштем у Белаку која је почела производњу 1923. године као бренд "Жусе". Производња је прекинута 1926. године до тада је произведено око 12 јединица.

## Аутомобили
Компанија Жусе је производила спортске (тркачке) аутомобиле уграђујући моторе произвођача CIME, Руби и S.C.A.P. Возила су коришћена за трке тако су у 1925. и 1926. године учествовали у трци "24 часа Ле Мана".